# Today Is A Beautiful Day
Albums de supercell
supercell
(2009) Extra terrestrial Biological Entities
(2012)
Singles
1. Kimi no Shiranai Monogatari
Sortie : 12 août 2009
2. sayonara memories
Sortie : 10 février 2010
3. Utakata Hanabi/Hoshi ga Matataku Konna Yoru ni
Sortie : 25 août 2010

Today Is A Beautiful Day est le deuxième album du groupe supercell sorti le 16 mars 2011 en deux éditions : une regular, et une limited (ayant un DVD supplémentaire) sous le label Sony Music. L'album contient 13 chansons toutes écrites et composées par ryo, leader du groupe, et sont chantées par Nagi Yanagi. Cinq chansons proviennent directement des précédents single Kimi no Shiranai Monogatari, sayonara memories, et Utakata Hanabi/Hoshi ga Matataku Konna Yoru ni. L'album a atteint la 3e place du Top Oricon et a reçu en Juillet 2011 un disque d'or de la Recording Industry Association of Japan.
Cinq chansons sont utilisés pour divers autres médias, Kimi no Shiranai Monogatari (君の知らない物語) comme ending de l'anime Bakemonogatari, Hero (ヒーロー) est la chanson thème du magazine Aoharu, publié par la Shueisha, LOVE & ROLL est l'ending du film anime Cencoroll, Hoshi ga Matataku Konna Yoru ni (星が瞬くこんな夜に) est l'ending du visual novel Mahōtsukai no Yoru (en), et Utakata Hanabi (うたかた花火) est le 14e ending de l'anime Naruto Shippûden.

## Production

### Background
Today Is Beautiful Day est le deuxième album du groupe supercell et le premier avec une chanteuse humaine, Nagi Yanagi. Le premier album supercell était chanté par la vocaloid Hatsune Miku,. Auparavant, Nagi Yanagi a chanté d'autres single pour supercell, dont notamment le premier single Kimi no Shiranai Monogatari. A ses débuts, Nagi Yanagi mettait en ligne sur le site de partage de vidéo Nico Nico Douga des reprises de chansons sous le pseudonyme de Gazelle,. ryo était un fan de Nagi Yanagi avant même qu'il ne mette lui-même en ligne ses chansons à la fin de l'année 2007. D'après ryo « les autres [membres] du staff pensaient que je voulais changer de chanteur pour chaque chansons », mais lui-même était « très fan de Nagi et voulait qu'elle participe »,, ainsi supercell décida de prendre Nagi Yanagi pour chanter toutes les chansons de l'album. L'album a partiellement été inspiré par le film Confessions et par son générique Last Flower de Radiohead. Il a été impressionné par le sentiment mélancolique de la chanson, dans un film qui exprime le thème la vie est merveilleuse et il voulait avoir un titre dont le sens pourrait changer selon la façon dont il est perçu, de ce fait le titre Today Is A Beautiful Day peut être compris littéralement ou ironiquement.

### Composition
Dans ses chansons ryo aime exprimer des émotions humaines, pour Today Is A Beautiful Day il voulait combiner des sentiments comme l'expérience accumulé durant la vie et la mémoire en exprimant chaque mémoires comme une histoire individuelle. Il a composé les chansons autour de l'idée de début et de fin de Kimi no Shiranai Monogatari (君の知らない物語, litt. L'histoire que tu ne connais pas),, ainsi KnSM et Watashi e (私へ, litt. A moi même) utilise le même air, Watashi e (私へ) étant la sequel de KnSM. Lors de la création de l'album ryo pensait que ce serait intéressant si la première chanson, à savoir Owari e Mukau Hajimari no Uta (終わりへ向かう始まりの歌, litt. La chanson du début qui se dirige vers la fin) était la fin de l'histoire.
La première piste Owari e Mukau Hajimari no Uta (終わりへ向かう始まりの歌, litt. La chanson du début qui se dirige vers la fin) a été composée avec l'image d'un début avec une scène de flashback, plongeant dans le passé puis revenant au présent. La protagoniste de KnSM se parle à elle-même en se demandant si elle a réussi à oublier les sentiments non avoués dans KnSM : D'ailleurs, les sentiments de la dernière fois // Es-tu à même de les oublier ? (ところであの時の気持ちは // 忘れることができたでしょうか, Tokoro de ano toki no kimochi wa // Wasureru koto ga dekita deshō ka).
Pour Kimi no Shiranai Monogatari (君の知らない物語, litt. L'histoire que tu ne connais pas) on avait proposé à ryo de faire l'ending de l'anime Bakemonogatari, quand ryo a écrit les paroles il n'a pas voulu copier le ton ou le style original des light novel de Bakemonogatari, car il sentait que l'auteur NisiOisiN serait plus content avec une chanson originale. Il a donc écrit une histoire différente après avoir emprunté le cadre général des light novels.
Pour Hero (ヒーロー, Hīrō) on a demandé à ryo de faire une chanson thème pour Aoharu qui est une édition spéciale du magazine Young Jump. Les mangaka qui publient dans le Aoharu doivent « dessiner des héroïnes qu'ils pensent être mignonnes »,, et ryo voulait lui aussi faire une chanson avec le même thème. Il a demandé conseil à shirow miwa qui a fait l'illustration pour la chanson. La scène de la chanson se passe dans un restaurant familial (de) la scène est racontée avec deux points de vue. Par un garçon, un jeune mangaka, qui regarde de loin la fille qu'il aime, ryo voulait supporter à travers cette chanson et ce protagoniste ceux qui sont brimés car ils sont otaku, cela est montré lors du deuxième couplet : Oh, elle rigole encore. // C'est bon, j'ai l'habitude donc... (ほらまただ　くすくす笑う声 // いいんだ　そんなの慣れっこだから, Hora mata da kusu kusu waraa koe // iinda sonna no narekko dakara). Le second point de vue est celui de la fille de par cette différence de point de vue, Nagi Yanagi a dû changer son style de chant de calme à mignon.
Pour Perfect Day, ryo la considère comme une chanson proche du titre de l'album, et il pense que « c'est une chanson qui symbolise l'album ». Perfect Day est née de la nuance que demain sera un jour parfait. Fukushū (復讐, litt. Revanche) est selon ryo « la musique de la colère », et a été influencé par Blanche-Neige dans le 3e couplet il y fait une référence Danse avec ces chaussures d'acier chauffées jusqu'à ce qu'il soit rouge vif (真っ赤に焼けた鉄の靴で踊りなさい, makka ni yaketa tetsu no kutsu de odorinasai.), ryo voulait décrire les émotions d'une adolescence qui continue contrairement aux autres chansons de l'album. Nagi trouvait difficile de ressentir les vraies émotions de la chanson. Rock 'n' Roll Nan desu no (ロックンロールなんですの, Rokku n Rōru Nan desu no, litt. C'est du Rock 'n' Roll) était composé avec une forte batterie dans la démo d'origine, et ryo voulait faire une chanson avec un fort tempo et une nuance rock 'n' roll. La chanson a un tempo de plus de 200 battements par minute. Ryo a travaillé avec Nagi pour écrire une chanson basée sur la démo initial.
Pour LOVE & ROLL ryo ne voulait pas au début l'ajouter dans l'album, cependant les autres membres du staff l'on convaincu de l'ajouter.
Pour le milieu de l'album ryo voulait mettre une chanson avec un tempo plus faible et avec une ambiance différente, Feel so good parle d'une fille contente d'être en week-end et qui se demande quoi faire. Quand il a été décidé que ryo ferait l'ending de Mahōtsukai no Yoru (en), il a d’abord lu les light novel puis il a écrit Hoshi ga Matataku Konna Yoru ni (星が瞬くこんな夜に, litt.), il n'a pas fait beaucoup d'essai ni d'erreur dans la composition de la chanson. Les feux d'artifice ont influencé Utakata Hanabi (うたかた花火, litt. Feu d'artifice éphémère), ryo voulait refléter le fait qu'il est dur de se rappeler des feux d'artifice, bien qu'ils soient très brillants.
Pour Yoru ga Akeru yo (夜が明けるよ, litt. Le jour se lèvera) ryo l'a composé en dernière, et est une chanson « née du sentiment de quand je [ryo] ne peux pas bien dormir dans le futon », ryo a été aussi inspiré par l'agencement de la chambre où il travaille et comment, lorsque le soleil se lève, la température ambiante monte petit à petit et où une école proche de chez lui commence à s'agiter. Pour sayonara memories (さよならメモリーズ, sayonara memorīzu, litt. Adieu mémoires) ryo l'a composé en prenant comme thème le mois de février, étant donné que le single était sorti en février.
Watashi e (私へ, litt. A moi même) a été composé dans l'idée « [...] d'être positif même dans le jour où on désespère et où l'on a envie d'abandonner, et de faire ressentir le fait qu'on « tiendra bon ». »,. Le but de la chanson est aussi de transmettre la persévérance dans les temps durs.
Pendant que ryo écrivait les paroles des musiciens de studio jouaient les chansons de l'album. Il y avait quatre guitaristes et bassistes, cinq batteurs, trois pianistes, et un violoniste. Pour Rock 'n' Roll Nan desu no (ロックンロールなんですの) ryo a été aussi influencé par le batteur Masayuki Muraishi qui a aussi contribué à plusieurs chansons de l'album. Lors de la composition de Feel so good ryo a employé le bassiste Kenji Hino (fils de Terumasa Hino), ryo s'interessa à lui après avoir vu une de ses performances dans un programme musical à la télévision, ryo sentit qu'utiliser des instruments à cordes pour Hoshi ga Matataku Konna Yoru ni (星が瞬くこんな夜に) était une partie essentiel de la chanson, Crusher Kimura a joué des instruments à vent pour trois chansons de l'album. Haruko Ohinata est créditée pour le cœur de la chanson Utakata Hanabi (うたかた花火). Le mixage audio de Today Is A Beautiful Day a été réalisé par Takeshi Hara, Yasuhisa Kataoka, Keiji Kondo, Masashi Kudo, Eiji Makino, Koji Morimoto, Okuda Supa, et Shuji Yamaguchi. Le mastering est réalisé par Yuji Chinone.

### Artwork
L'édition limitée de Today Is A Beautiful Day est accompagnée d'un artbook de 36 pages nommé supercell works 2 : 2009 summer-2011 Spring. L'artbook contient des illustrations en couleurs des chansons avec les commentaires de ryo, Nagi Yanagi et les illustrateurs. Il y a aussi une interview des membres de supercell, d'autres détails sur les chansons et l'artwork, et les paroles des chansons. Le packaging de l'album a été réalisé par yoshiki usa et inclut les paroles et quelques illustrations de l'artbook.
Chaque chansons est accompagnées d'une illustration d'un artiste présent ou non dans le groupe, la jaquette est réalisée par shirow miwa et montre une fille habillée en bleu avec de long cheveux marron, souriant devant un assortiment de fleurs dans un fond brun. L'édition limitée est accompagnée d'une illustration supplémentaire montrant une fille avec ses bagages à côté d'une ancienne voiture bleu dans un milieu rurale vraisemblablement en Pologne.

### Clip vidéo
Le clip anime de Perfect Day est produit parle studio Madhouse dirigé par Ryōsuke Nakamura, avec Mieko Hosoi à la direction pour l'animation. Le chara design est basé sur ceux de shirow miwa. Le clip montre une fille avec de cheveux court bleue qui retourne dans la ville où elle habitait. La fille se remémore le temps passé avec une autre fille, qui a des cheveux long et marron clair, quand elles étaient enfants. Toutes les deux se sont beaucoup amusées et un jour le vent emporta le chapeau de la fille aux long cheveux. Pendant que la protagoniste se promène dans la ville, elle rencontra par hasard son ancienne amie, toutes les deux sont étonnées mais heureuse de se revoir. Le chapeau perdu depuis des années réapparait devant le personnage principal, qui le mit sur sa tête. Des trainées de condensation (aussi appelé contrails) sont évoquées dans le refrain de la chanson J'ai couru après les contrails (飛行機雲走って追いかけた, Hikōkigumo hashitte oikaketa), et apparaissent aussi dans le clip anime. Nakamura a dit que le clip porte sur la vie et les rêves, et il a utilisé la chanson pour faire le clip vidéo comme une histoire parallèle aux paroles de la chanson. Il explique que les filles sont en réalité la même personne qui a choisi différents chemins de vie, il décrit leurs rencontres fortuites comme un « jour d’Hivers un peu magique »,

## Sortie et réception
Today Is A Beautiful Day est sorti le 16 mars 2011 en deux éditions : une édition normale avec un CD et une limitée avec un CD et un DVD. Le DVD contient un clip anime de la chanson Perfect Day, un trailer du film anime Cencoroll, du visual novel Mahōtsukai no Yoru et du magazine Aoharu, de l'anime Bakemonogatari. Lors de la première semaine dans le classement Oricon, Today Is A Beautiful Day s'est vendu à plus de 34 000 copies atteignant la 3e place, et reste 22 semains dans le top 10. En juillet 2011, Today Is A Beautiful Day a reçu un disque d'or par la Recording Industry Association of Japan pour avoir vendu plus de 100 000 singles en un an.

## Pistes de l'album
Toutes les chansons sont écrites et composées par ryo.
| No  | Titre | illustrateur    | Durée |
| --- | --- | --------------- | ----- |
| 1.  | Owari e Mukau Hajimari no Uta (終わりへ向かう始まりの歌, litt. La chanson du début qui se dirige vers la fin) | redjuice        | 2:10  |
| 2.  | Kimi no Shiranai Monogatari (君の知らない物語, litt. L'histoire que tu ne connais pas)                        | shirow miwa     | 5:39  |
| 3.  | Hero (ヒーロー, Hīrō)                                                                                         | shirow miwa     | 5:11  |
| 4.  | Perfect Day                                                                                                   | shirow miwa     | 4:46  |
| 5.  | Fukushū (復讐, litt. Revanche)                                                                                | yusuke kozaki   | 3:23  |
| 6.  | Rock 'n' Roll Nan desu no (ロックンロールなんですの, Rokku n Rōru Nan desu no, litt. C'est du Rock 'n' Roll)  | yu              | 3:36  |
| 7.  | LOVE & ROLL                                                                                                   | atsuya uki      | 4:55  |
| 8.  | Feel so good                                                                                                  | yukihiro kofuyu | 5:01  |
| 9.  | Hoshi ga Matataku Konna Yoru ni (星が瞬くこんな夜に, litt. Comme les étoiles qui scintillent dans la nuit)    | hirokazu koyama | 4:29  |
| 10. | Utakata Hanabi (うたかた花火, litt. Feu d'artifice éphémère)                                                  | huke            | 6:00  |
| 11. | Yoru ga Akeru yo (夜が明けるよ, litt. Le jour se lèvera)                                                      | Nagimiso        | 4:50  |
| 12. | sayonara memories (さよならメモリーズ, sayonara memorīzu, litt. Adieu souvenirs)                              | redjuice        | 6:08  |
| 13. | Watashi e (私へ, litt. A moi même)                                                                            | shirow miwa     | 2:06  |

## Staff
supercell
- ryo – auteur-compositeur
- Yoshiki Usa – directeur artistique, design
- shirow miwa – jaquette, illustrations
- redjuice – jaquette, illustrations
- huke - illustrations

Autres musiciens
- Nagi Yanagi – chanteuse
- Haruko Ohinata – chœur
- Masato Ishinari – guitare électrique, guitare acoustique
- Yukio Nagoshi – guitare
- Susumu Nishikawa – guitare
- Okiya Okoshi – guitare
- Kenji "Jino" Hino – basse
- Chiharu Mikuzuki – basse
- Yuichi Takama – basse
- Hirō Yamaguchi – basse
- Noriyasu "Kaasuke" Kawamura – batterie
- Masayuki Muraishi – batterie, tambourin
- Masuke Nozaki – batterie
- Jay Stixx – batterie
- Tom Tamada – batterie
- Makoto Minagawa – piano
- Yasuharu Nakanishi – piano, piano électrique Wurlitzer, orgue électronique
- Shunsuke Watanabe – piano
- Crusher Kimura Strings – instruments à cordes

Production
- Shunsuke Muramatsu – producteur délégué
- Takayuki Ishiyama – directeur
- Eiichi Maruyama – directeur
- Takeshi Hara – mixeur
- Yasuhisa Kataoka – mixeur
- Keiji Kondo – mixeur
- Masashi Kudo – mixeur
- Eiji "Q" Makino – mixeur
- Koji Morimoto – mixeur
- Okuda Supa – mixeur
- Shuji Yamaguchi – mixeur
- Yuji Chinone – mastering
- Keiko Koishi – coordinateur des produits
- Kumiko Torigoe – coordinateur des produits
- Kosachi Hata – A&R